# La Organera-Xochipala
La Organera-Xochipala es yacimiento arqueológico de México. Su descubrimiento fue en el siglo XIX por William Niven, y significa «la flor que tiñe de rojo». Es un sitio representativo de la Cultura Mezcala del Epiclásico (650 al 900 d. C.).

## Ubicación geográfica
Se sitúa en la Sierra Madre del Sur a 3 km del poblado Xochipala, en el municipio de Eduardo Neri (antes Zumpango del Río).